# Bourg (Japon)
Pour les articles homonymes, voir Bourg (homonymie).
 (juillet 2025).
Si vous disposez d'ouvrages ou d'articles de référence ou si vous connaissez des sites web de qualité traitant du thème abordé ici, merci de compléter l'article en donnant les références utiles à sa vérifiabilité et en les liant à la section « Notes et références ».
Un bourg (町, machi ou -chō) est l'un des quatre types de municipalités au Japon. Leur désignation officielle en anglais est town.
Avec les villes, les villages et les arrondissements spéciaux, il s'agit de l'un des quatre types de municipalités japonaises (市区町村, shikuchōson).
Il caractérise le bourg en question par le kanji 町 placé en suffixe après le nom de la commune, comme pour la plupart des autres subdivisions administratives japonaises.
Avec les villages, elles forment le groupe des municipalités rurales, qui sont regroupées en districts ; tandis que les villes et les arrondissements spéciaux, municipalités urbaines, sont des subdivisions directes des préfectures (ou des sous-préfectures sur Hokkaidō uniquement), les seconds étant une spécificité de la métropole de Tokyo.

## Définition
Les bourgs ont en général moins de 50 000 habitants, seuil à partir duquel ils obtiennent la dénomination de ville. En revanche, le seuil minimal dépend de la préfecture :
- plus de 3 000 habitants : préfectures de Toyama, d'Okayama et de Hyōgo ;
- plus de 4 000 habitants : préfectures de Tottori, de Hiroshima et de Nagasaki ;
- plus de 5 000 habitants : préfectures d'Hokkaidō, de Miyagi, d'Akita, d'Ibaraki, de Saitama, de Chiba, de Kanagawa, de Yamanashi, de Gifu, d'Aichi, de Kyoto, de Wakayama, de Tokushima, de Fukuoka, de Kumamoto, de Miyazaki, de Kagoshima, de Mie, de Shiga, de Yamaguchi et d'Ehime ;
- plus de 7 000 habitants : préfecture de Saga ;
- plus de 8 000 habitants : préfectures d'Aomori, de Yamagata, de Fukushima, de Nagano, d'Osaka, de Nara, de Shimane, de Kōchi, d'Ōita, d'Okinawa, d'Ishikawa et de Shizuoka ;
- plus de 10 000 habitants : préfectures d'Iwate, de Gunma, de Tokyo, de Niigata, de Fukui et de Kagawa ;
- plus de 15 000 habitants : préfecture de Tochigi.

## Nombre
Au 1er août 2011, le Japon comptait 1 723 municipalités (hors arrondissements spéciaux) dont 753 bourgs, qui ne constituent plus le type de communes le plus répandu au Japon depuis 2010 (face à 786 villes et 184 villages). En effet, la loi de fusion des municipalités de 2004 a fixé pour but de réduire à terme à 1 000 le nombre de municipalités en favorisant la formation de villes par l'absorption des bourgs et villages par celles déjà existantes ou bien par la fusion de bourgs et de villages entre eux pour former de nouvelles villes. En effet, la barre de population des 50 000 est alors réduite à 30 000 habitants par cette loi si jamais ce seuil est atteint par une fusion. Cette loi visait donc à accélérer un processus déjà entamé plusieurs décennies auparavant et qui est censé favoriser la décentralisation et le maintien d'institutions et de services dans des zones rurales de plus en plus dépeuplées. Il s'agit également de réduire le poids trop important de l'administration territoriale, dont les dettes cumulées représentaient alors 40 % du PIB au début de l'année 2006.

## Subdivisions d'arrondissement
Le suffixe chō (町, ou machi) est également utilisé pour désigner les subdivisions d'un arrondissement urbain ou d'une ville, et est à prendre alors dans le sens de quartier administratif (utilisé essentiellement pour déterminer une adresse et pour se repérer géographiquement dans la ville en question). Par exemple : Daikanyama-chō.